# Drypetes spinosodentata
Espèce
Synonymes
- Cyclostemon spinosodentatus Pax[1]

Drypetes spinosodentata  (Pax) Hutch. est une espèce de plantes à fleurs de la famille des Putranjivaceae et du genre Drypetesn endémique du Cameroun.